# Гібралтар

Схема Гібралтару

Гібралта́р (англ. Gibraltar) — британська заморська територія та місто, які розташовані на вузькому гористому просторі на півдні Піренейського півострова; площа становить 6,5 км². Має північний кордон з Іспанією.
Керує територією губернатор, якого призначає король Великої Британії. Політичні партії: Соціалістична лейбористська партія Гібралтару, Соціал-демократична партія Гібралтару, Прогресивна демократична партія.

## Історія
Назва «Гібралтар» походить від арабського імені Джабаль Аль-Тарік, що значить гора Тарік, або від Гібр Аль-Тарік, що значить скеля Тарік. Цей термін пов'язаний з ім'ям Таріка ібн Зіяда, армія якого висадилися в Гібралтарі 29 квітня 711 року, розпочавши арабську експансію на Піренейський півострів. 1492 року Гібралтар було відвойовано під час закінчення Реконкісти.
В Іспанії територію було захоплено 1704 року англійським адміралом Джорджем Руком (1650—1709) і приєднано до Англії за Утрехтським миром 1713 року. Референдум 1967 року показав, що люди хочуть залишитися під управлінням Великої Британії, але Іспанія продовжує пред'являти права на цю територію, і в 1969—1985 роках закривала кордон із нею. У 1989 році британський уряд оголосив, що зменшить штат військового гарнізону наполовину. Виведення наземних військ почалося в березні 1991 року, але морські й повітряні сили залишилися.
Завдяки особливому географічному розташуванню Гібралтар — один із важливих стратегічних пунктів, який дає змогу контролювати вихід із Середземного моря і підходи до нього з Атлантики. Економіка Гібралтару пов'язана з обслуговуванням великого відкритого порту, британської військово-морської й військово-повітряної бази та іноземних туристів.

## Географія

### Геологія
Рельєф місцевості Гібралтару складається з 426-метрової Гібралтарської скелі з юрського вапняку і вузької прибережної низовини навколо. Довжина берегової лінії становить 12 кілометрів.

### Клімат
Територія знаходиться у зоні, котра характеризується середземноморським кліматом. Найтепліший місяць — серпень із середньою температурою 24,4 °C (76 °F). Найхолодніший місяць — січень із середньою температурою 13,3 °C (56 °F).
| Клімат Гібралтару       | Клімат Гібралтару | Клімат Гібралтару | Клімат Гібралтару | Клімат Гібралтару | Клімат Гібралтару | Клімат Гібралтару | Клімат Гібралтару | Клімат Гібралтару | Клімат Гібралтару | Клімат Гібралтару | Клімат Гібралтару | Клімат Гібралтару | Клімат Гібралтару |
| Показник                | Січ.              | Лют.              | Бер.              | Квіт.             | Трав.             | Черв.             | Лип.              | Серп.             | Вер.              | Жовт.             | Лист.             | Груд.             | Рік               |
| Абсолютний максимум, °C | 23                | 23                | 29                | 31                | 32                | 37                | 37                | 40                | 37                | 32                | 29                | 25                | 40                |
| Середній максимум, °C   | 16                | 16                | 17                | 18                | 21                | 24                | 27                | 27                | 26                | 21                | 18                | 16                | 21                |
| Середня температура, °C | 13                | 13                | 15                | 16                | 18                | 21                | 23                | 24                | 22                | 19                | 16                | 14                | 18                |
| Середній мінімум, °C    | 11                | 11                | 12                | 13                | 15                | 17                | 20                | 20                | 20                | 16                | 13                | 12                | 15                |
| Абсолютний мінімум, °C  | 0                 | 2                 | 2                 | 7                 | 10                | 11                | 16                | 16                | 13                | 8                 | 2                 | 3                 | 0                 |
| Норма опадів, мм        | 120               | 100               | 100               | 60                | 30                | 10                | 0                 | 0                 | 20                | 70                | 140               | 130               | 830               |
| Днів з опадами          | 12                | 10                | 10                | 10                | 8                 | 3                 | 1                 | 2                 | 6                 | 12                | 11                | 14                | 99                |
| Вологість повітря, %    | 75                | 75                | 75                | 75                | 75                | 75                | 70                | 75                | 75                | 80                | 80                | 80                | 75.8              |
| ----------------------- | ----------------- | ----------------- | ----------------- | ----------------- | ----------------- | ----------------- | ----------------- | ----------------- | ----------------- | ----------------- | ----------------- | ----------------- | ----------------- |
| Джерело: Weatherbase    |                   |                   |                   |                   |                   |                   |                   |                   |                   |                   |                   |                   |                   |

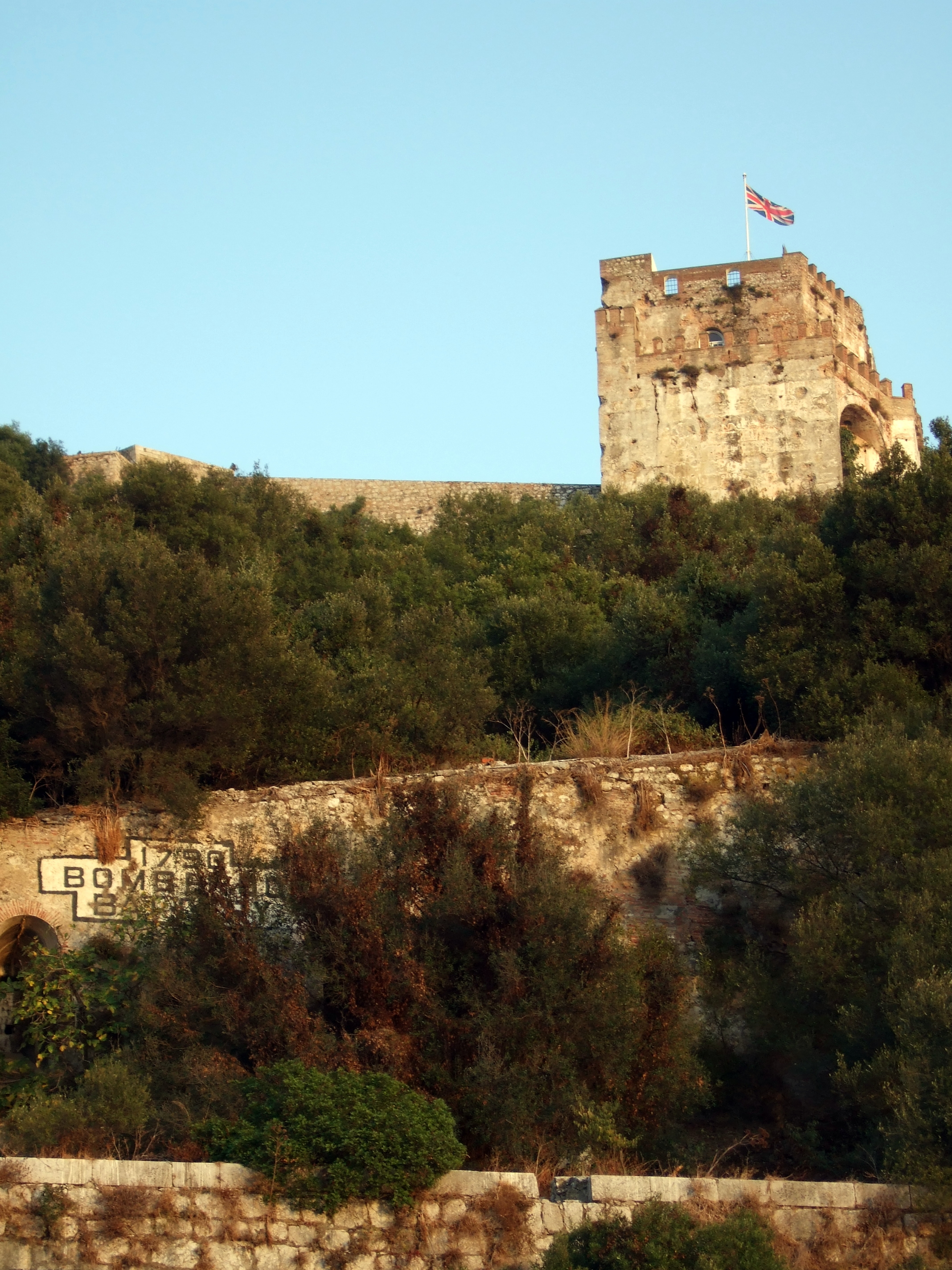
Північна сторона Мавританського замку в Гібралтарі
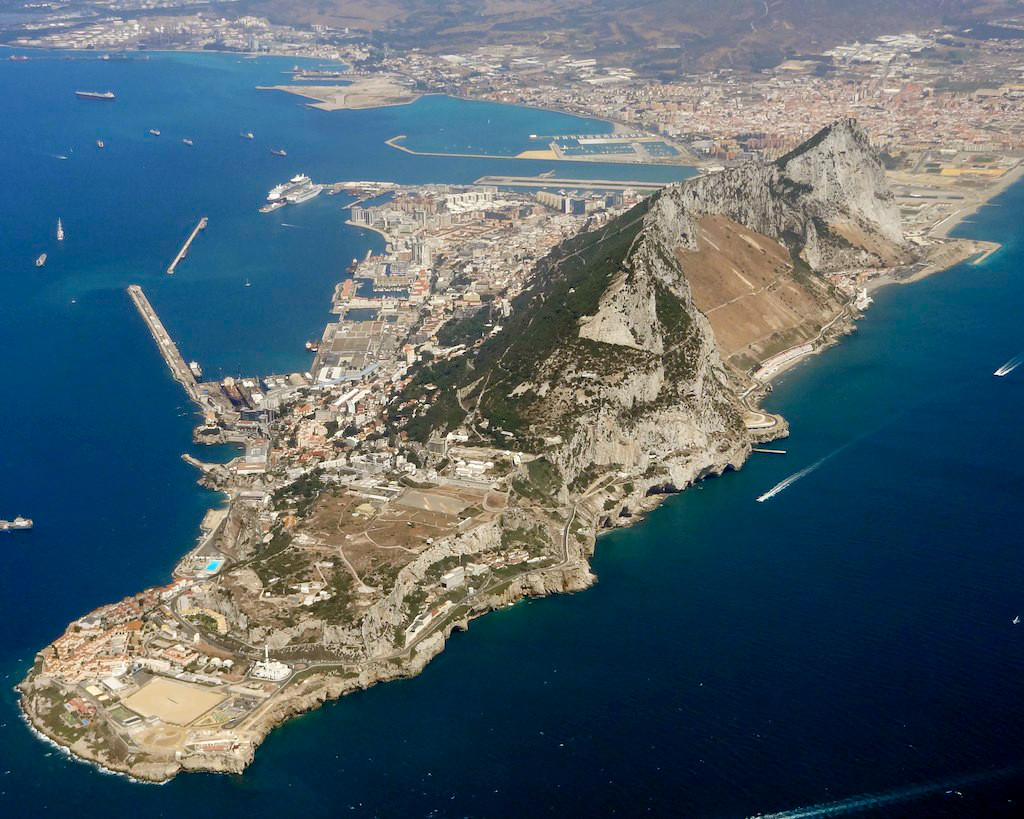
Гібралтар: вид із повітря
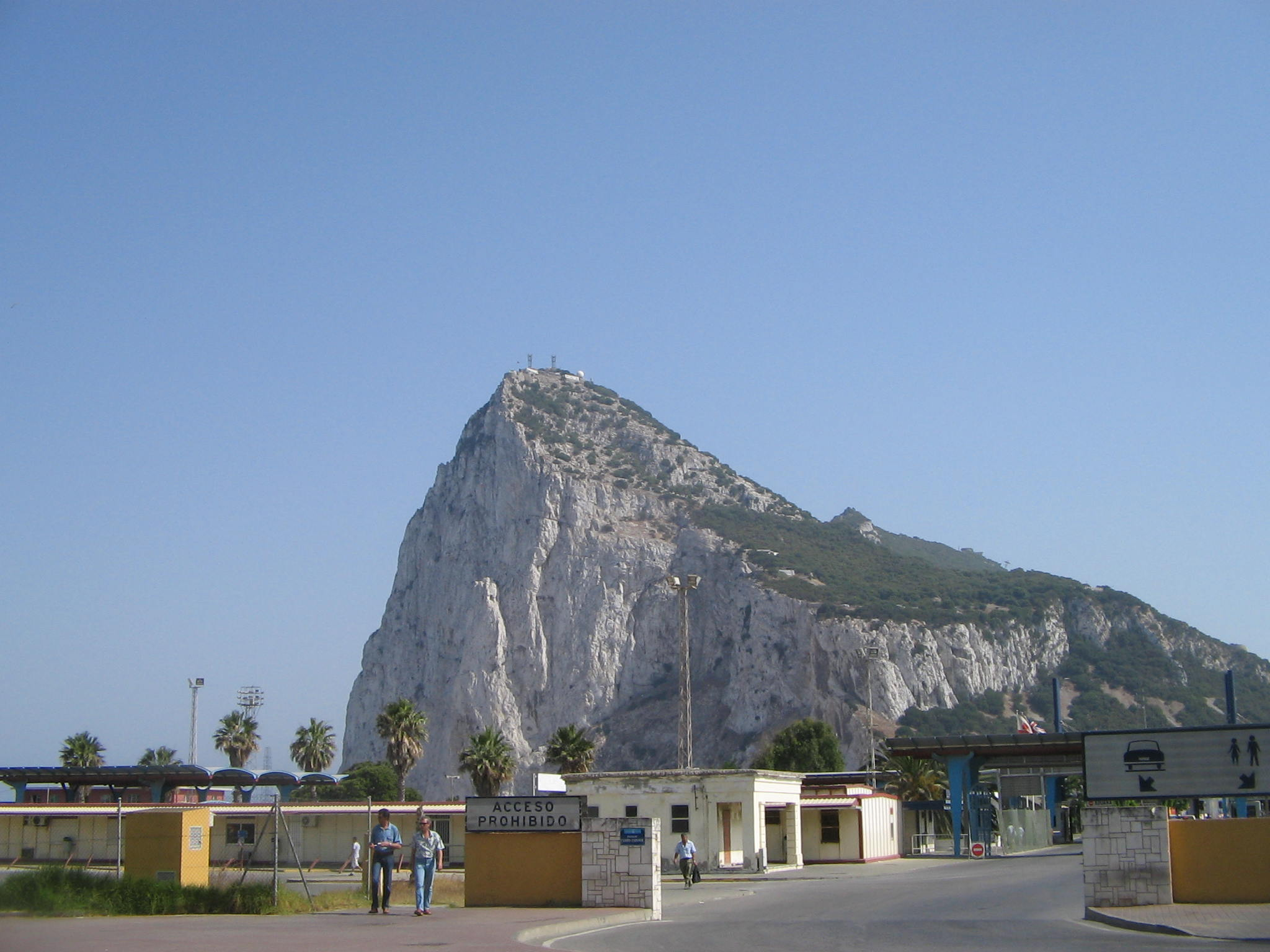
Гібралтарська скеля, сфотографована з боку Іспанії

## Фауна і флора

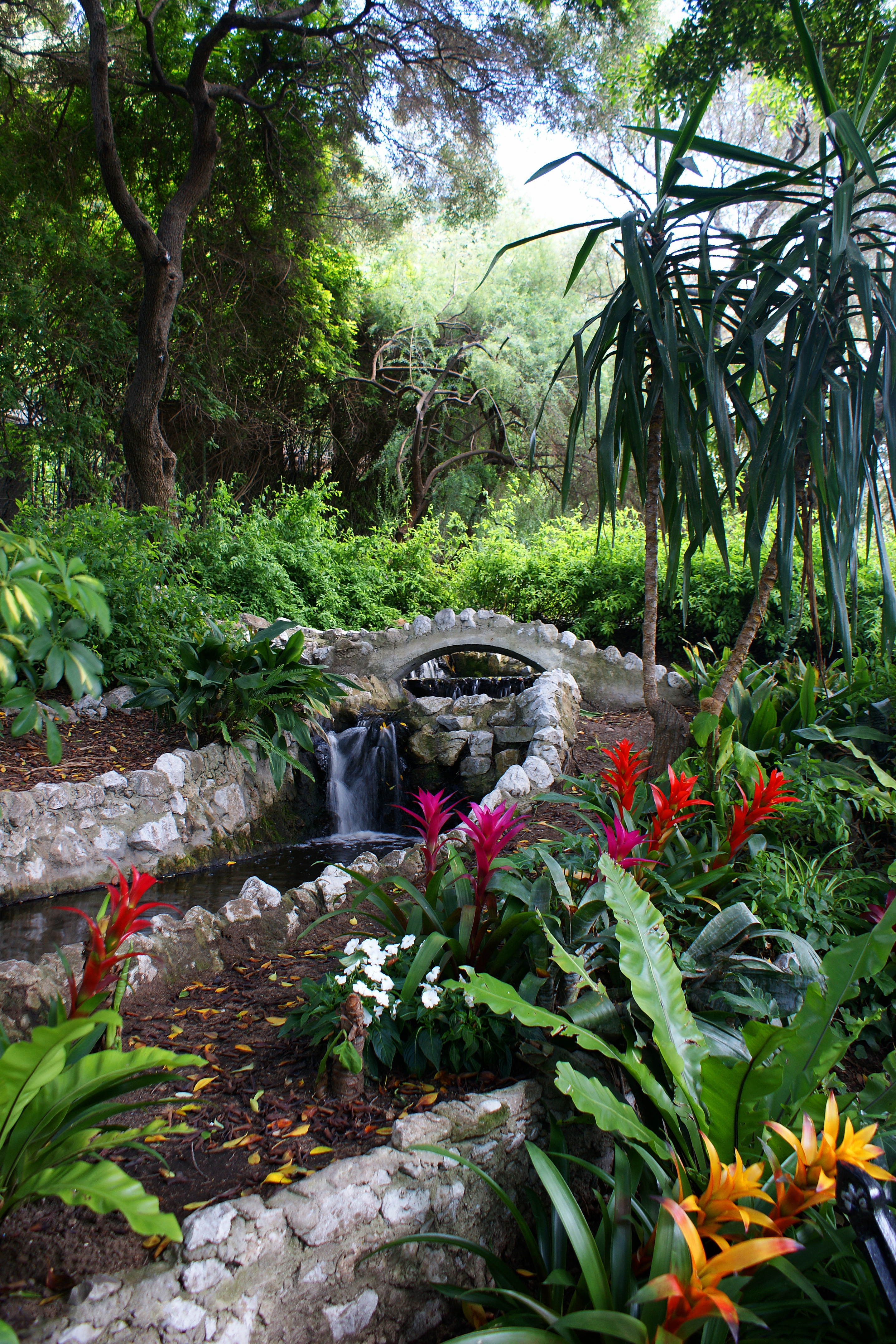
Гібралтарський ботанічний сад

Гібралтарська скеля була оголошена природним заповідником у 1993 році для захисту природи Гібралтару. У Гібралтарі зростає більш як 600 видів рослин. Серед них Iberis gibraltarica ендемік, який у дикому вигляді росте тільки в Гібралтарі. Дуже поширеними є чагарники маквіс.
На території Гібралтару мешкає єдиний у Європі примат макака лісовий, який живе у напівдикому стані й має непевне походження. У першій половині XX століття були повідомлення про спостереження Balaenoptera edeni у водах поблизу Гібралтару.
Гібралтар також має невеликий ботанічний сад площею 6 га.

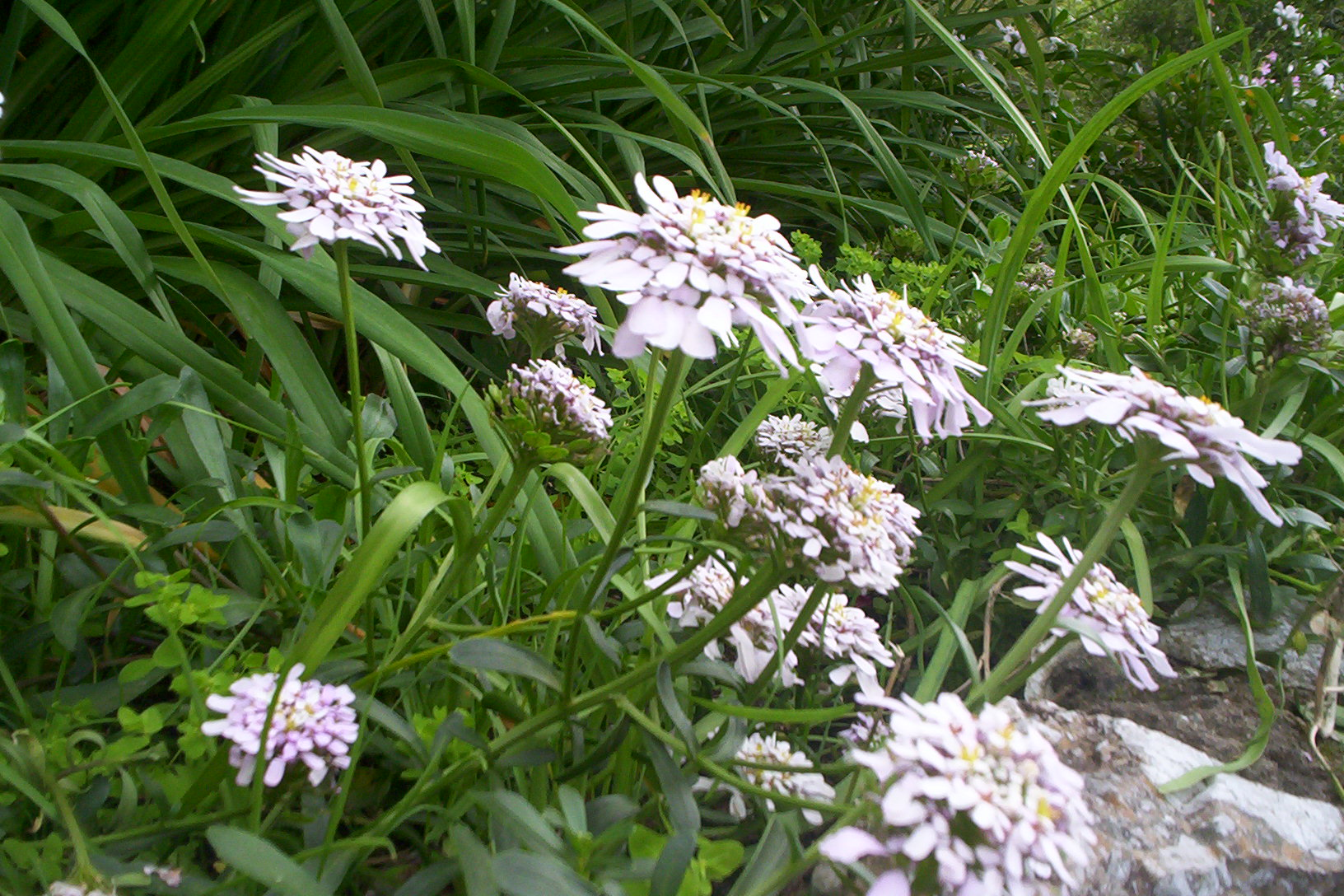
Iberis gibraltarica — ендемік Гібралтару
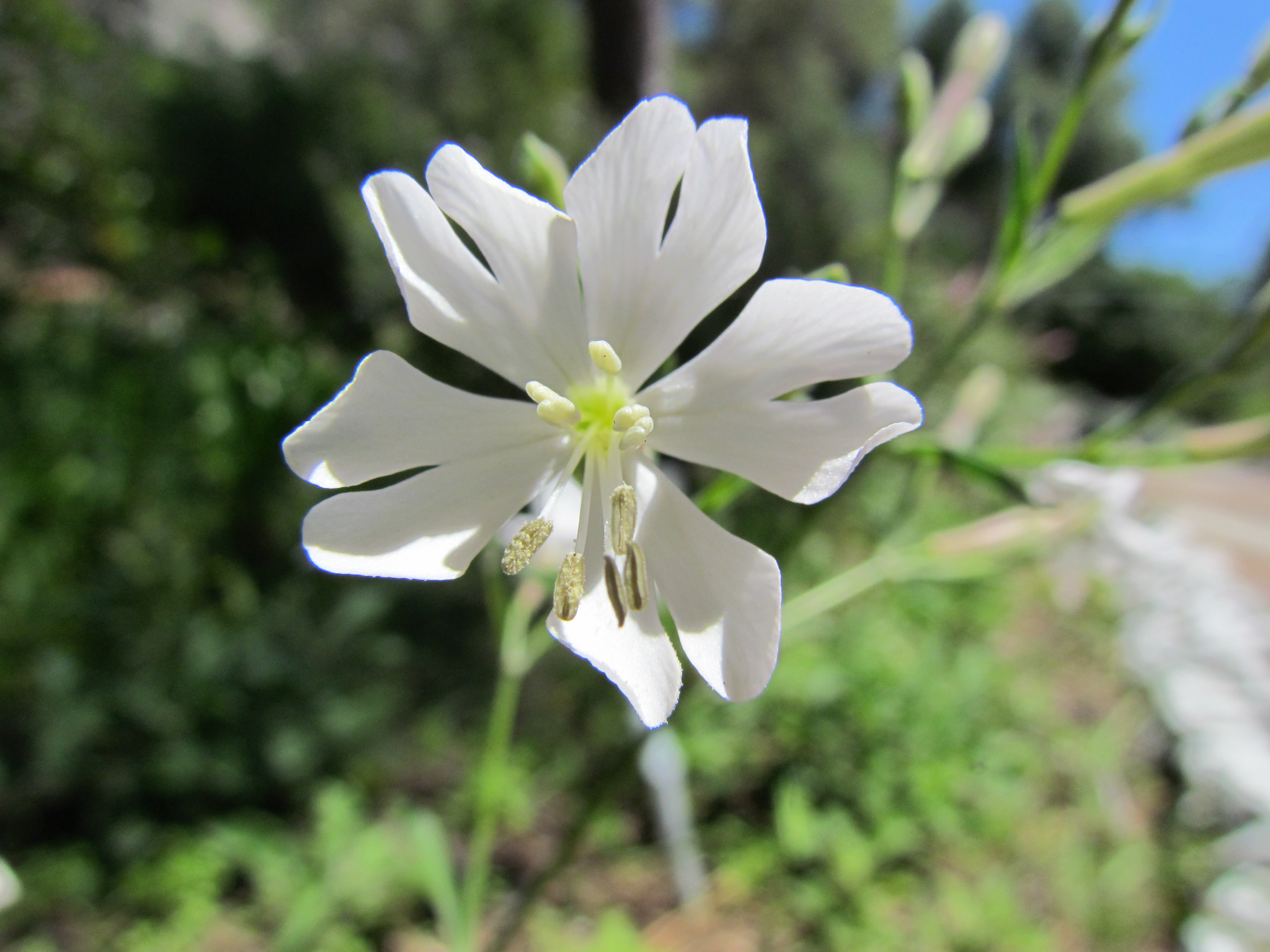
Silene tomentosa — ендемік Гібралтару
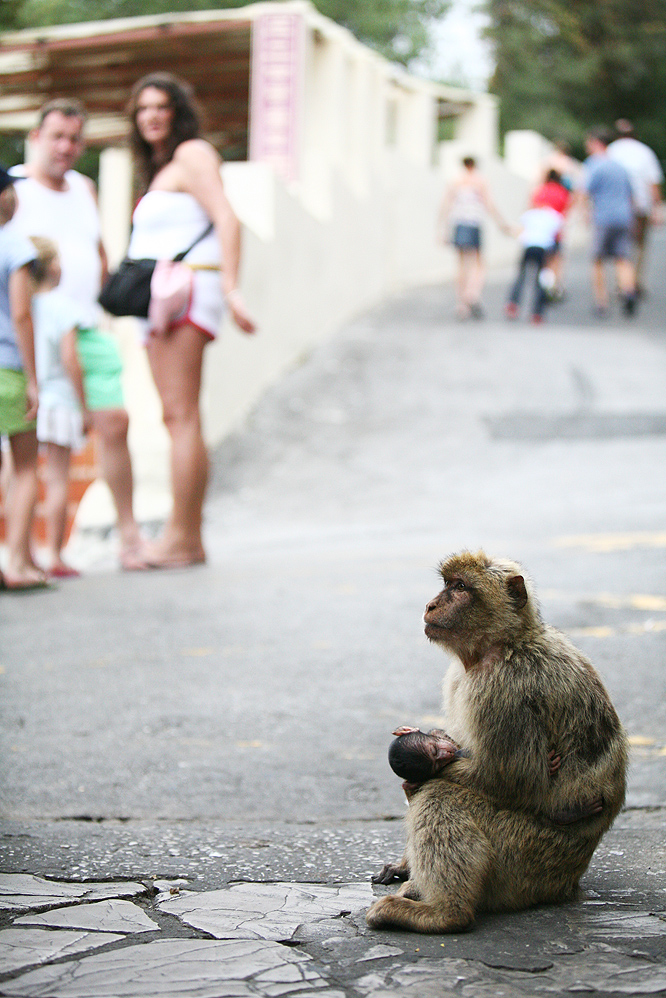
Макака лісовий на тлі туристів Гібралтару
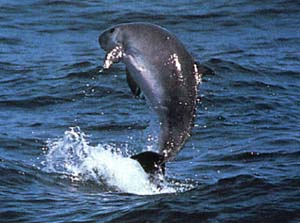
Kogia sima в Європі трапляється біля берегів Гібралтару, Іспанії та Португалії

## Економічне становище
Стратегічна морська й авіаційна база, з підземним штабом і центром зв'язку військ НАТО; прикордонна зона з'єднується з іспанським портом Ла-Лінеа.
Експорт: переважно торговий центр для імпорту і реекспорту товарів; населення 30 тис. (1988).

## Населення
Основні етнічні групи за походженням прізвищ поданих до списків виборців, є британці (27 %), іспанці (24 %, переважно з Андалузії, і близько 2 % з Менорки), генуезці та інші італійці (20 %), португальці (10 %), мальтійці (8 %), євреї (3 %). Є також (менш як 1 %) представники інших народів, як-от марокканці, французи, австрійці, китайці, японці, поляки та данці.
За переписом 2001 за національністю гібралтарці становили 83,22 %, «Інші британці» — 9,56 %, марокканці — 3,5 %, іспанці — 1,19 % та «Інші країни ЄС» — 1 %.

## Мова
Офіційна мова Гібралтару — англійська, вона використовується в урядових установах і школах. Більшість місцевих мешканців двомовна і також говорить іспанською через близькість Гібралтару до Іспанії. Однак через різноманітні поєднання етнічних груп інші мови теж поширені. Берберською та арабською говорять марокканські громади, гінді і синдхі — індійські, іврит є рідною мовою єврейської громади, мальтійською мовою говорять деякі сім'ї мальтійського походження.
Гібралтарці часто розмовляють мовою яніто. В її основі лежить іспанський діалект Андалузії зі значною домішкою британської англійської й елементів з мальтійської, португальської, італійської генуезької й гакетії (ладіно). Понад 500 слів яніто, наприклад, є генуезького та єврейського походження. Гібралтарці часто кличуть себе янітос.

## Релігія

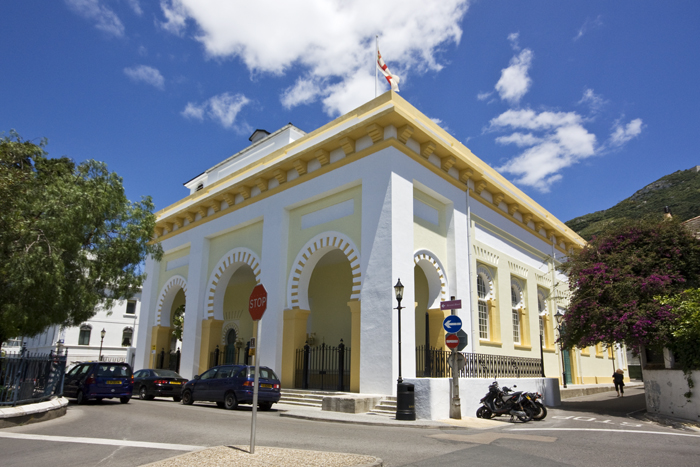
Собор Святої Трійці

За даними перепису 2001 року, близько 78,1 % католиків, англіканці — 7,0 %, 2,9 % повідомили, що не релігійні.

## Політична система

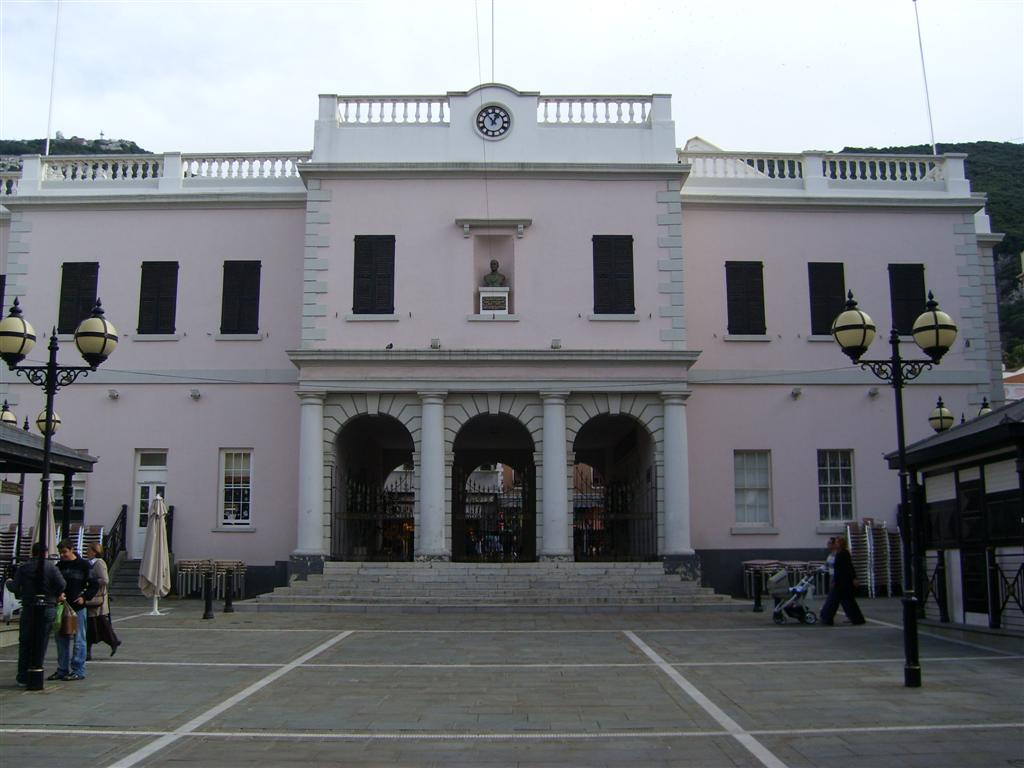
Парламент Гібралтару

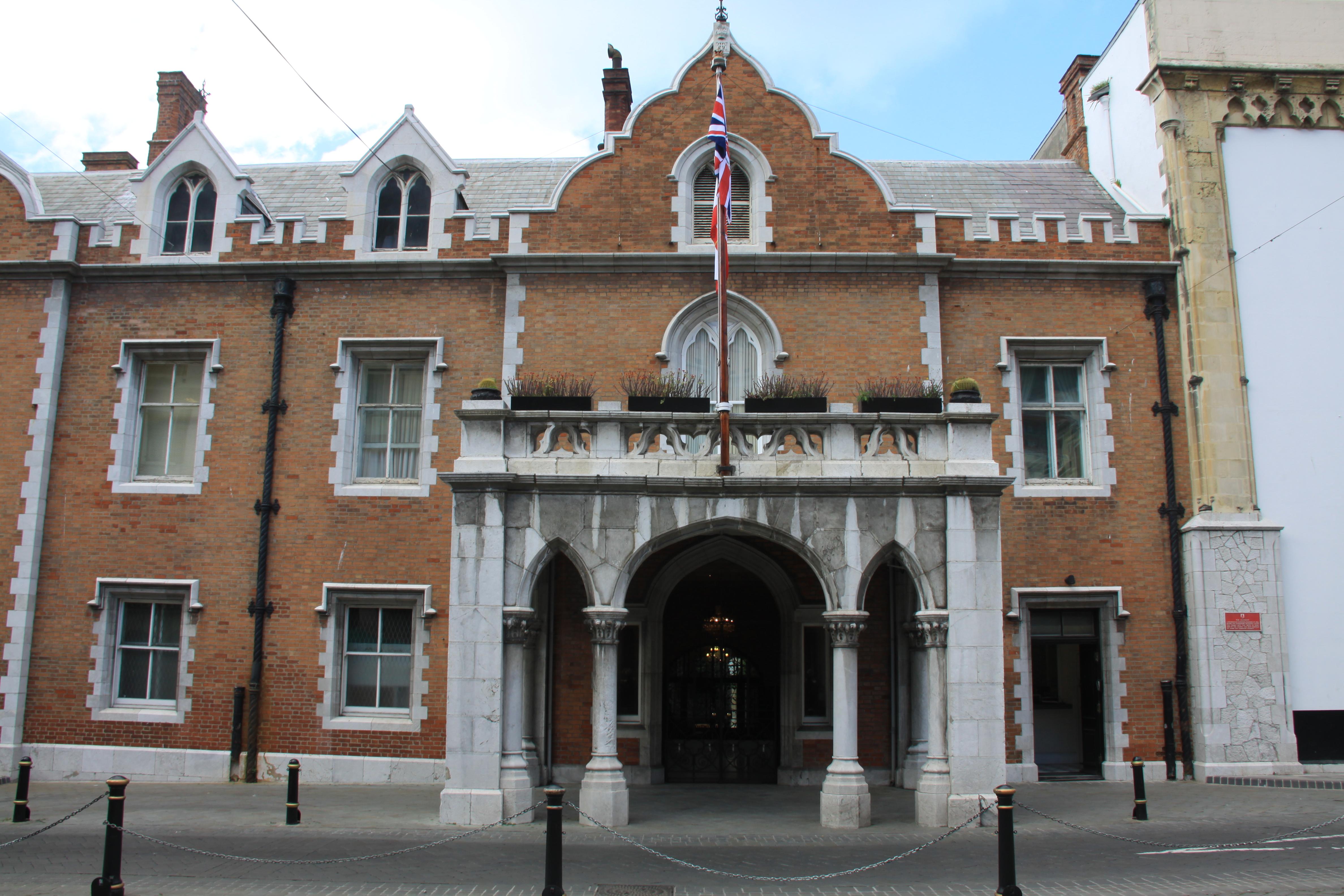
Резиденція генерал-губернатора Гібралтару

Населення обирає парламент, який складається з семи осіб. Кандидат, який набирає найбільшу кількість голосів, призначається Головним міністром Гібралтару. Його кандидатуру затверджує губернатор.
Головні міністри Гібралтару
| № | Прізвище       | Початок каденці | Кінець каденці  |
| - | -------------- | --------------- | --------------- |
| 1 | Джошуа Гассан  | 11 серпня 1964  | 6 серпня 1969   |
| 2 | Роберт Пеліза  | 6 серпня 1969   | 25 червня 1972  |
| 3 | Джошуа Гассан  | 25 червня 1972  | 8 грудня 1987   |
| 4 | Адольфо Канепа | 8 грудня 1987   | 25 березня 1988 |
| 5 | Джо Боссана    | 25 березня 1988 | 17 травня 1996  |
| 6 | Пітер Каруана  | 17 травня 1996  | 9 грудня 2011   |
| 7 | Фабіан Пікардо | 9 грудня 2011   | на посаді       |

Уряд складається також із міністра юстиції і міністра фінансів.
З погляду ЄС, мешканці Гібралтару — громадяни Великої Британії, а отже до виходу Великої Британії з ЄС 31 січня 2020 року були членами ЄС. У 2003—2020 роках мешканці Гібралтару брали участь у виборах до Європарламенту.

## Питання політичної належності
Населення міста двічі вирішувало голосуванням зовнішньополітичний статус території:
- 10 вересня 1967 року 12 138 жителів, або 99,6 % населення з правом голосу проголосували за належність до Великої Британії; проти проголосували 44 особи[13].
- 7 листопада 2002 населення вирішувало питання про «спільне, британо-іспанське правління». 17 900, або 98,97 %, проголосували проти іспансько-британської влади, себто за британське правління. За проголосували 187 громадян. Рівень участі в голосуванні — 88 % із тих, хто має право голосу.

29 травня 2016 року головний міністр Гібралтару, Фабіан Пікардо, оголосив, що країна готова підняти питання про спільний суверенітет з Іспанією, у разі виходу Великої Британії з Євросоюзу.

## Міжнародні відносини
У міста є чотири побратими:
- Велика Британія, Балліміна;
- Португалія, Фуншал;
- Сінгапур;
- Венесуела, Гібралтар.

## Спорт
Футбольна асоціація Гібралтару є членом УЄФА. Національна збірна бере участь у відбіркових матчах до чемпіонату Європи з футболу й чемпіонату Європи з футзалу команди з Гібралтару беруть участь у турнірах Ліга чемпіонів УЄФА, Ліга Європи УЄФА, Кубок УЄФА з футзалу. Ще одним популярним видом спорту в Гібралтарі є крикет. Збірна Гібралтару з крикету бере участь у чемпіонатах Європи з крикету.